# Premi Javier Bueno
El premi Javier Bueno va ser un premi de periodisme que concedia l'Associació de la Premsa de Madrid. Creat en 1983, fent honor amb el seu nom a Javier Bueno, es reconeixia una dedicació especialitzada excel·lent en qualsevol camp del periodisme. Va deixar d'atorgar-se en 2013.

## Premiats
| Any  | Premiat                              |
| ---- | ------------------------------------ |
| 2012 | Carlos Alsina                        |
| 2011 | Fran Llorente                        |
| 2010 | Cristina Gallach Figueres            |
| 2009 | María Peral                          |
| 2008 | Florencio Domínguez Iribarren        |
| 2007 | Ramón Sánchez-Ocaña                  |
| 2006 | Jesús María Zuloaga López            |
| 2005 | Gervasio Sánchez Fernández           |
| 2004 | Víctor Amela                         |
| 2004 | Ima Sanchis                          |
| 2004 | Lluís Amiguet                        |
| 2003 | Blanca Berasátegui Garaizábal        |
| 2003 | José Pastor Caro                     |
| 2002 | Miguel de la Quadra-Salcedo          |
| 2001 | José María García-Hoz Rosales        |
| 2000 | Eduardo Sánchez Junco                |
| 1999 | Pedro González Menéndez              |
| 1998 | Luis del Olmo González               |
| 1997 | Manuel Ostos López                   |
| 1996 | Manuel Alcántara                     |
| 1995 | Carlos Luis Álvarez Álvarez Cándido  |
| 1994 | José Luis Cervero Castillo           |
| 1994 | José María Irujo                     |
| 1993 | Jaime Pato Martín                    |
| 1992 | Pedro Escartín                       |
| 1991 | Eduardo Haro Tecglen                 |
| 1990 | José Virgilio Colchero               |
| 1989 | Marcos Pérez Martínez                |
| 1988 | Lorenzo López Sancho                 |
| 1987 | Manuel Blanco Tobío                  |
| 1986 | Manu Leguineche                      |
| 1985 | Aquilino Morcillo Herrera            |
| 1984 | Antonio Herrero Losada (No acceptat) |
| 1983 | Francisco Ruiz de Elvira             |